# (14429) Coyne
(14429) Coyne es un asteroide perteneciente al cinturón de asteroides, descubierto el 3 de diciembre de 1991 por Carolyn Shoemaker y el también astrónomo David Levy desde el Observatorio del Monte Palomar, Estados Unidos.

## Designación y nombre
Designado provisionalmente como 1991 XC. Fue nombrado Coyne en honor al astrónomo  George Coyne trabajó en el Observatorio del Vaticano desde el año 1969 y su director desde el año 1978. Ha ayudado en la realización del gran telescopio del Monte Graham, Arizona. Sus estudios se han centrado en polarimétricos variables cataclísmicas, entre otros temas.

## Características orbitales
Coyne está situado a una distancia media del Sol de 2,440 ua, pudiendo alejarse hasta 3,175 ua y acercarse hasta 1,705 ua. Su excentricidad es 0,301 y la inclinación orbital 21,39 grados. Emplea 1392 días en completar una órbita alrededor del Sol.

## Características físicas
La magnitud absoluta de Coyne es 13,9. Tiene 3,728 km de diámetro y su albedo se estima en 0,196.